# Опель, Рикки фон
Фредерик «Рикки» фон Опель (нем. Frederick «Rikky» von Opel; род. 14 октября 1947 или 14 октября 1948, Нью-Йорк, Нью-Йорк) — автогонщик из Лихтенштейна, участник чемпионата мира по автогонкам в классе Формула-1.

## Биография
Правнук основателя автомобильной компании «Opel» Адама Опеля. В начале гоночной карьеры выступал под псевдонимом «Антонио Бронко», но после первых успехов в «Формуле-Форд» в 1970 году начал стартовать под своим настоящим именем. В 1971 году дебютировал в «Формуле-3», в которой на следующий год стал победителем британского чемпионата «Lombard North Central» и вторым призёром чемпионата «Forward Trust» за рулём автомобиля команды «Энсайн». Когда в 1973 году «Энсайн» перешёл из «Формулы-3» в чемпионат мира «Формулы-1», вместе с ним в мировое первенство пришёл и фон Опель. Шесть стартов в «Энсайне» не принесли очков и в начале 1974 года фон Опель перешёл в команду «Брэбем», где также не добился результатов, в шести этапах он не смог подняться выше двадцатого места на старте и дважды финишировал девятым. По окончании сезона фон Опель завершил гоночную карьеру.

## Результаты гонок в Формуле-1
| Легенда к таблице |                                                                    |
| --- | ------------------------------------------------------------------ |
| В таблице перечислены результаты всех Гран-при Формулы-1, в которых принимал участие гонщик. Строками таблицы являются сезоны, столбцами — этапы чемпионата мира. В каждой клетке указаны сокращённое название этапа и результат, дополнительно обозначенный цветом. Расшифровка обозначений и цветов представлена в нижеследующей таблице. |                                                                    |
| \| Пример \| Описание \| \| ------------ \| ------------------------------------------------------------------ \| \| 1 \| Победитель \| \| 2 \| Второе место \| \| 3 \| Третье место \| \| 5 \| Финишировал, заработав очки \| \| Сход \| Не финишировал, но при этом заработал очки \| \| 12 \| Финишировал, не получив очков \| \| НКЛ \| Финишировал, но не попал в финальную классификацию \| \| 15 \| Участвовал вне зачёта, либо по отдельной классификации \| \| 18 \| Не финишировал, но попал в финальную классификацию \| \| Сход \| Не финишировал \| \| НКВ \| Не прошёл квалификацию \| \| НПКВ \| Не прошёл предквалификацию \| \| ДСК \| Дисквалифицирован \| \| ИСК \| Исключён из протокола соревнований \| \| ТТ \| Заявлен для участия только в тренировках \| \| НС \| Участвовал в квалификации, но не стартовал в гонке \| \| Т \| Травмирован или болен \| \| ОТК \| Отказ от участия \| \| НТР \| Прибыл на соревнования, но на трассу не выезжал \| \| НПР \| Был заявлен в числе участников, но не прибыл к началу соревнований \| \| О \| Соревнования отменены \| \| \| Не участвовал \| \| Поул-позиция \| \| \| Быстрый круг \| \| |                                                                    |
| Пример | Описание                                                           |
| 1 | Победитель                                                         |
| 2 | Второе место                                                       |
| 3 | Третье место                                                       |
| 5 | Финишировал, заработав очки                                        |
| Сход | Не финишировал, но при этом заработал очки                         |
| 12 | Финишировал, не получив очков                                      |
| НКЛ | Финишировал, но не попал в финальную классификацию                 |
| 15 | Участвовал вне зачёта, либо по отдельной классификации             |
| 18 | Не финишировал, но попал в финальную классификацию                 |
| Сход | Не финишировал                                                     |
| НКВ | Не прошёл квалификацию                                             |
| НПКВ | Не прошёл предквалификацию                                         |
| ДСК | Дисквалифицирован                                                  |
| ИСК | Исключён из протокола соревнований                                 |
| ТТ | Заявлен для участия только в тренировках                           |
| НС | Участвовал в квалификации, но не стартовал в гонке                 |
| Т | Травмирован или болен                                              |
| ОТК | Отказ от участия                                                   |
| НТР | Прибыл на соревнования, но на трассу не выезжал                    |
| НПР | Был заявлен в числе участников, но не прибыл к началу соревнований |
| О | Соревнования отменены                                              |
| | Не участвовал                                                      |
| Поул-позиция |                                                                    |
| Быстрый круг |                                                                    |

| Год  | Команда | Шасси        | Двигатель | 1      | 2   | 3   | 4        | 5        | 6       | 7     | 8      | 9       | 10     | 11  | 12       | 13       | 14      | 15       | Место | Очки |
| ---- | ------- | ------------ | --------- | ------ | --- | --- | -------- | -------- | ------- | ----- | ------ | ------- | ------ | --- | -------- | -------- | ------- | -------- | ----- | ---- |
| 1973 | Ensign  | Ensign N173  | Cosworth  | АРГ    | БРА | ЮАР | ИСП      | БЕЛ      | МОН     | ШВЕ   | ФРА 15 | ВЕЛ 13  | НИД НС | ГЕР | АВТ Сход | ИТА Сход | КАН НКЛ | США Сход | -     | 0    |
| 1974 | Ensign  | Ensign N174  | Cosworth  | АРГ НС | БРА | ЮАР |          |          |         |       |        |         |        |     |          |          |         |          | -     | 0    |
| 1974 | Brabham | Brabham BT44 | Cosworth  |        |     |     | ИСП Сход | БЕЛ Сход | МОН НКВ | ШВЕ 9 | НИД 9  | ФРА НКВ | ВЕЛ    | ГЕР | АВТ      | ИТА      | КАН     | США      | -     | 0    |